# Kościół św. Anny we Wrocławiu-Praczach Odrzańskich
Kościół Świętej Anny – rzymskokatolicki kościół parafialny należący do Parafii św. Anny, dekanatu Wrocław zachód (Leśnica) archidiecezji wrocławskiej. Znajduje się na osiedlu Pracze Odrzańskie.

## Historia
Według aktu lokacyjnego wydanego we Wrocławiu 16 listopada 1383 r., opatrzonego pieczęcią biskupa wrocławskiego Wacława, ówczesny właściciel osady Urlich von Pak ufundował pierwszy kościół w Praczach Odrzańskich, którego patronem prawdopodobnie był św. Marcin. W 1550 r. ostatni właściciel majątku Hans Culmann, na własny koszt zbudował od podstaw kościół parafialny dla wyznania ewangelicko-luterańskiego. W 1558 r. zgodnie z testamentem wdowy po Culmannie opieka nad kościołem przypadła Szpitalowi Wszystkich Świętych, a patronem został magistrat wrocławski, co zapewniało wiernym swobodę wyznania. W 1643 r. budowla ta uległa zniszczeniu w wyniku pożaru wywołanego przez wojska cesarskie. Dzięki zbiórkom wrocławskich cechów, świątynia w 1648 r. została odbudowana i powiększona. W lutym 1654 r. w związku z działaniami Komisji Redukcyjnej kościół został zamknięty dla kultu protestanckiego i powrócił do niego w styczniu 1708 r. po Ugodzie w Altranstadt. Gruntowną renowację przeprowadzono w latach 1912–1913. W 1948 r. świątynia zyskała miano rzymsko- katolickiego kościoła parafialnego pw. Św. Anny.
15 lutego 1962 Kościół św. Anny został wpisany do rejestru zabytków nieruchomych woj. dolnośląskiego.

## Architektura i wyposażenie
Budowla jest szachulcowa, posiada trzy nawy oraz konstrukcję słupowo–ramową. Kościół jest orientowany, salowy, czyli nie posiada wyodrębnionego z nawy prezbiterium, zamknięty jest trójbocznie i posiada boczną zakrystię. Wieża została wzniesiona na planie kwadratu i posiada zegar z przodu oraz kruchtę w przyziemiu. Jest ona zwieńczona blaszanym dachem hełmowym w stylu barokowym, posiadającym latarnią. Kościół nakryty jest dachem jednokalenicowym, składającym się z dachówek. Wnętrze nakryte jest drewnianym stropem belkowym. Nawy boczne posiadają empory i klatki schodowe. Na emporze muzycznej znajduje się prospekt organowy w stylu barokowym powstały pod koniec XVIII wieku. Umieszczone są w nim organy wykonane przez firmę Enger na początku XX wieku. Ołtarz główny pochodzi z początku XVIII wieku, ołtarz boczny pochodzi z połowy XVII wieku. Ambona pochodzi z 1648 roku i jest ozdobiona rzeźbami Chrystusa i Czterech Ewangelistów. Chrzcielnica pochodzi z 1631 roku.